# Hrabîceanka, Tlumaci
Hrabîceanka (în ucraineană Грабичанка) este un sat în comuna Kutîșce din raionul Tlumaci, regiunea Ivano-Frankivsk, Ucraina.

## Demografie
Componența lingvistică a localității Hrabîceanka
     Ucraineană (100%)
Conform recensământului din 2001, toată populația localității Hrabîceanka era vorbitoare de ucraineană (100%).